# Théodore Deck
Théodore Deck, oppure Joseph Théodore Deck (Guebwiller, 2 gennaio 1823 – Parigi, 15 maggio 1891), è stato un ceramista francese.

## Biografia

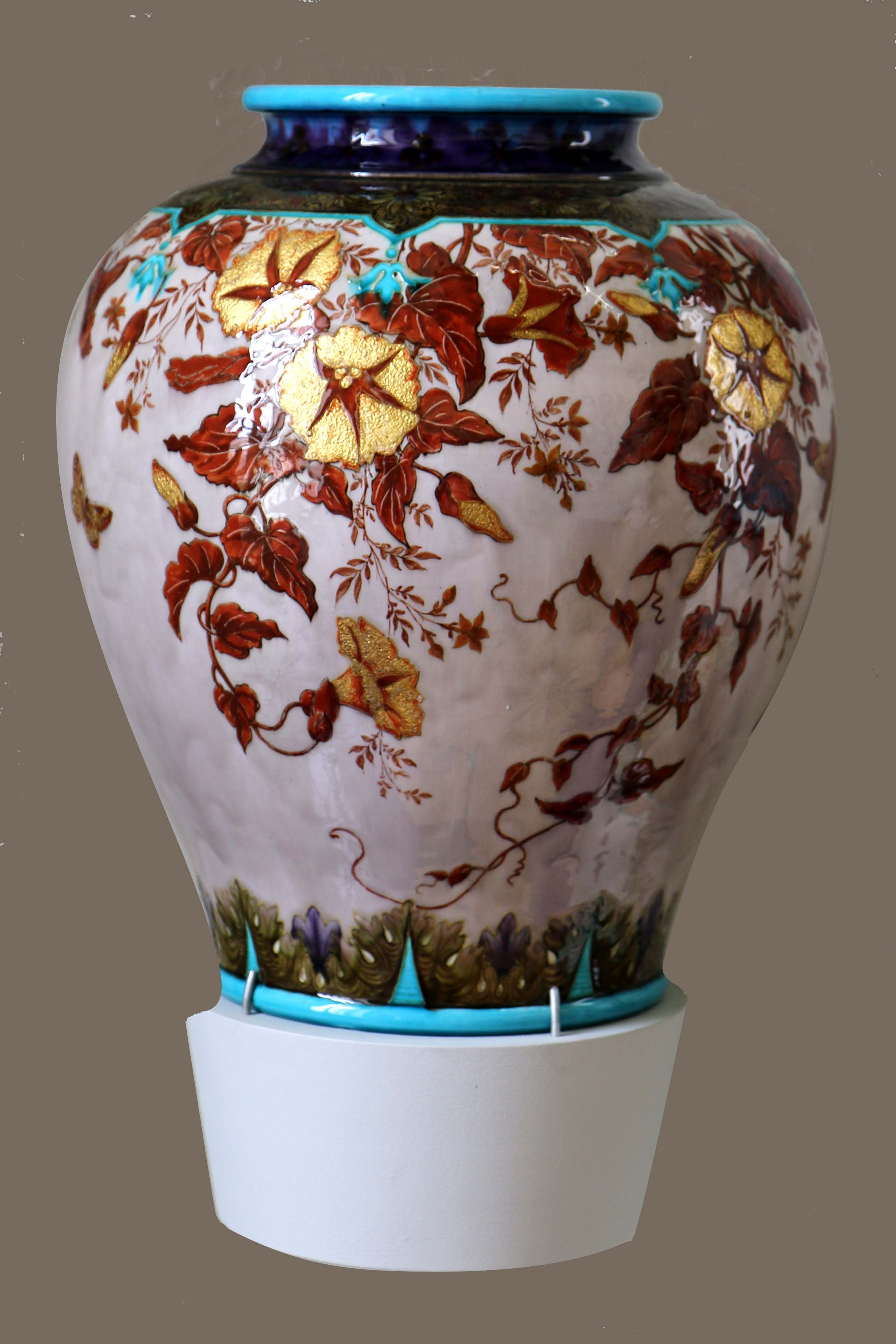
Vaso, Musée des Arts décoratifs, de la Faïence et de la Mode a Marsiglia

Figlio di Richard Deck, tintore di seta e di Marguerite Hach, Joseph Théodore Deck sin da piccolo si appassionò alla chimica e alle scienze fisiche. Quando terminò la scuola elementare, trascorse tre anni al college di La Chapelle-Sous-Rougemont, vicino a Belfort. La morte del padre nel 1840 lo costrinse a tornare nella sua città natale e rilevare l'azienda di famiglia, che però non ebbe successo.
Dopo aver imparato l'arte della ceramica lavorando in una fabbrica di Strasburgo, viaggiò a lungo in Europa per perfezionare le sue conoscenze, soprattutto in Germania e in Austria.
Una volta rientrato in Patria nel 1856, si fermò a Parigi, dove aprì una fabbrica di ceramiche che diventò presto celebre.
Nel 1861, al Salon des arts et industries de Paris, che si tenne sugli Champs-Élysées, Théodore Deck espose per la prima volta le sue opere: si tratta di pezzi con una decorazione a intarsio chiamata "Henri II" e altri, e in quella occasione vinse anche una medaglia d'argento. L'anno successivo, durante l'Esposizione Universale del 1862 a Londra, entusiasmò i clienti inglesi.
Dal 1887 fino alla sua morte guidò la Manufacture nationale de Sèvres, celebre per la produzione di porcellane e svolse a Sèvres anche l'attività di insegnante.
La produzione di Deck aderì fondamentalmente a quell'eclettismo diffusosi nell'arte ceramica in Europa nell'Ottocento, subito dopo il tramonto del gusto neoclassico.
Deck si distinse per i suoi studi versatili e per la riproduzione di stili diversi ed è divenuto famoso soprattutto per le sue 'faenze' rinascimentali, per le sue ceramiche di tipo persiano e le sue porcellane ispirate a quelle cinesi.
Proprio dallo studio della ceramica persiana trasse l'ispirazione per la tinta blu-verde che porta il suo nome (blu di Deck).

## Opere

Opere di Théodore Deck
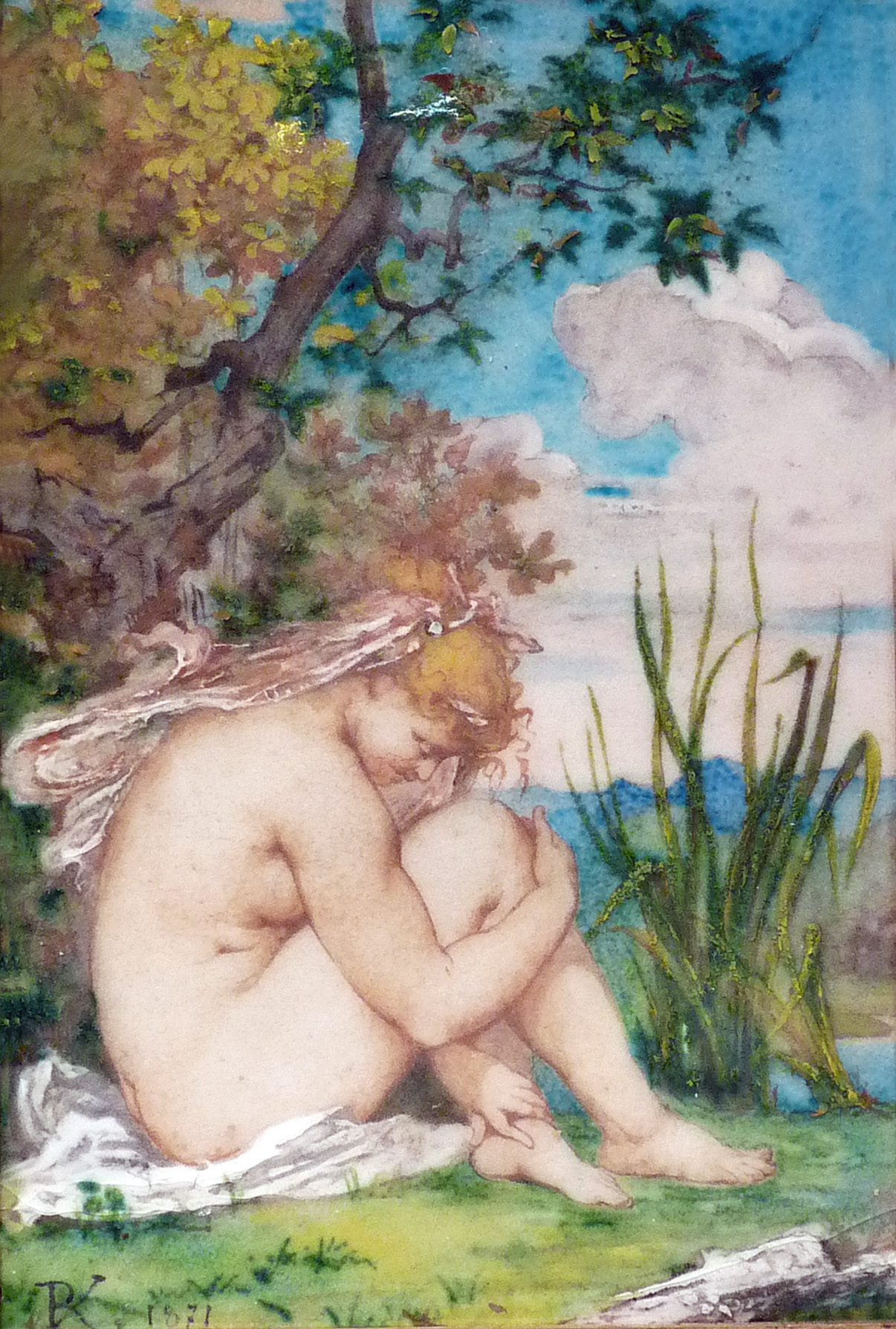
Naiade a riposo (1871), Colmar, Musée Unterlinden.
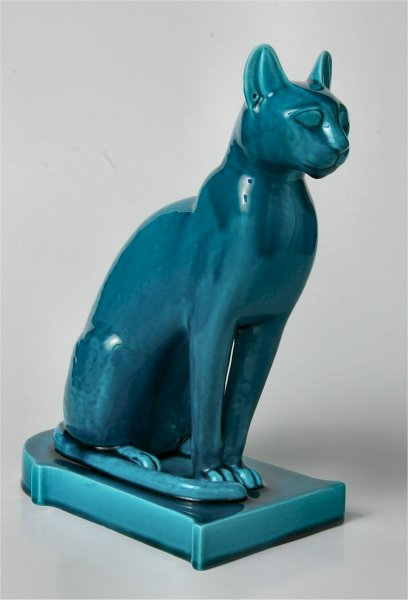
Gatto blu, Guebwiller, Musée Théodore Deck.
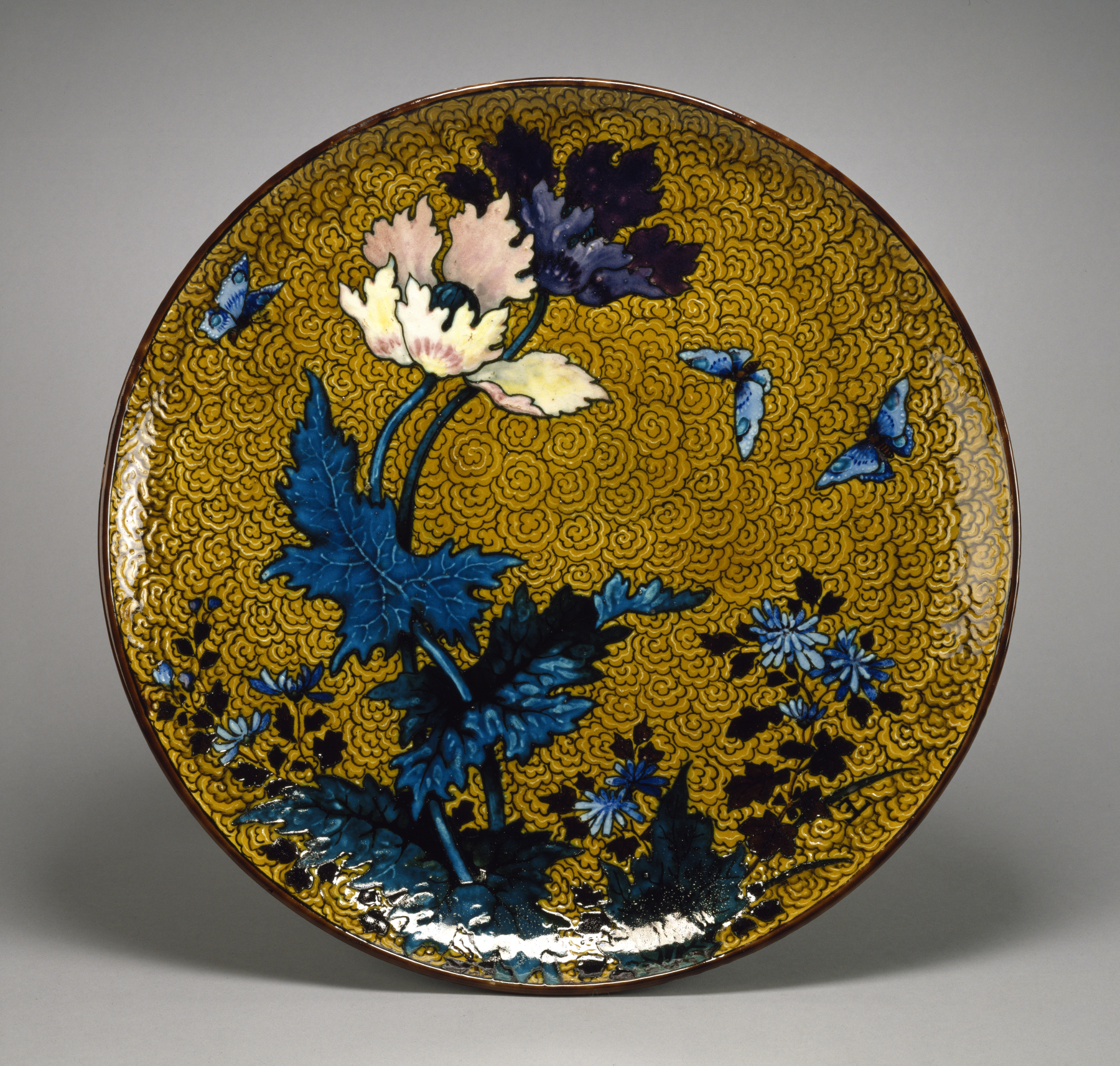
Grande piatto (verso 1875), Baltimora, Walters Art Museum.
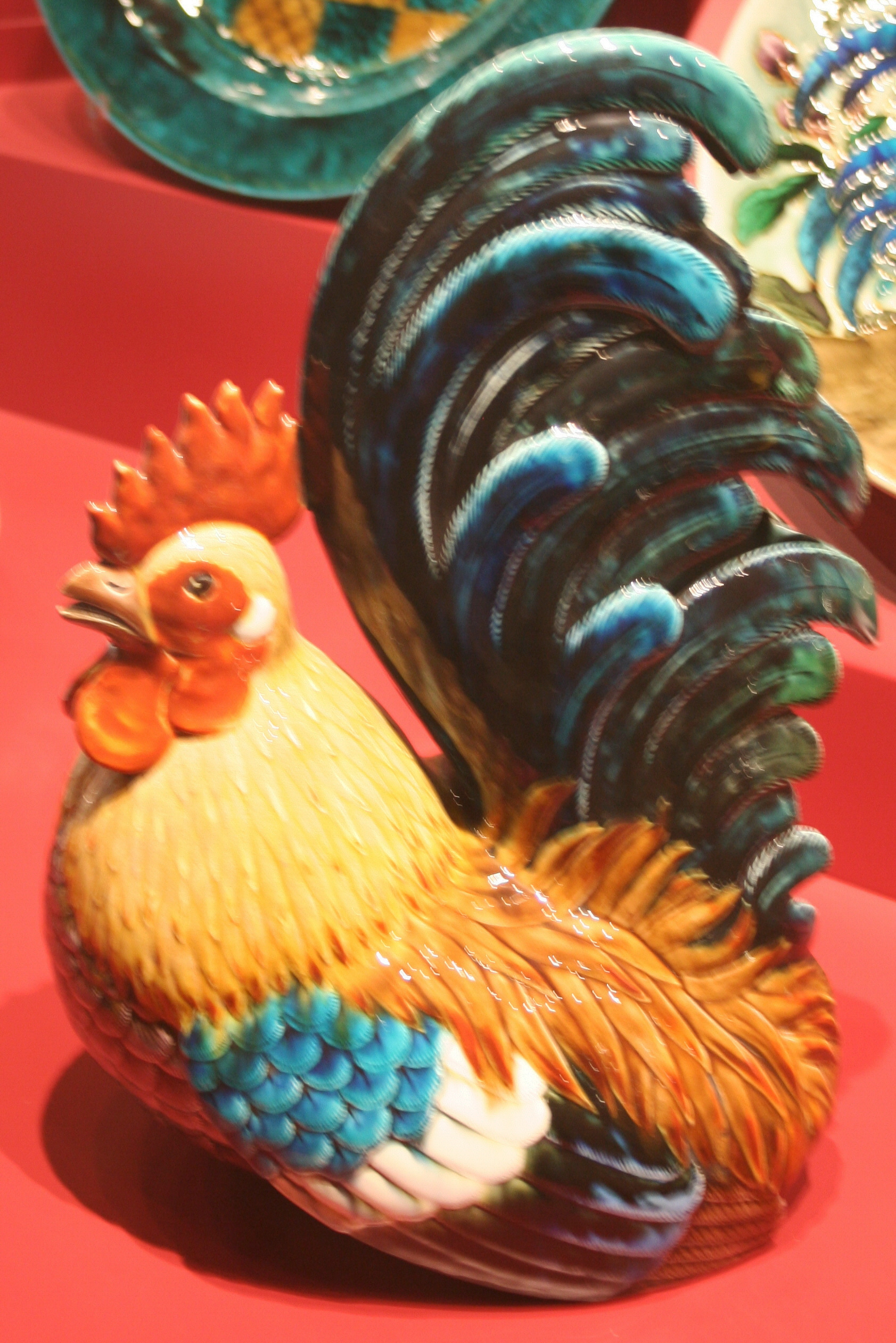
Gallo, Marsiglia, Musée des Arts décoratifs, de la Faïence et de la Mode.

## Esposizioni
- Exposition universelle del 1855 a Parigi;
- Exposition universelle del 1862 a Londres;
- Exposition des arts industriels del 1864;
- Exposition universelle del 1873 a Vienna;
- Exposition de l'union centrale des Arts décoratifs del 1874
- Exposition universelle del 1878 a Parigi;
- Exposition universelle del 1889 a Parigi;
- « Théodore Deck 1823-1891 », Guebwiller, Musée Théodore Deck, 1990-1991;
- « Théodore Deck  ou l'éclat des émaux, 1823-1891 », Marsiglia, Centre de la Vieille Charité, 1994.

## Collaboratori
- Frank Myers Boggs, pittore;
- Albert Anker, pittore;
- Emmanuel Benner, pittore;
- Jean Benner, pittore;
- Louis-Robert Carrier-Belleuse, pittore e scultore;
- Frank Myers Boggs, pittore e incisore;
- Raphaël Collin, pittore;
- Jean Charles Davillier;
- Éléonore Escallier, pittore;
- Eugène Gluck, pittore;
- Louis Hamon, pittore;
- Paul César Helleu, pittore;
- Amédée Jullien, pittore;
- Joseph Ranvier, pittore;
- Émile-Auguste Reiber, pittore.